# Hendrawan
Hendrawan est un joueur de badminton indonésien né le 27 juin 1972 à Malang.
Il est médaillé d'argent en simple aux Jeux olympiques d'été de 2000 à Sydney et remporte le tournoi en simple des Championnats du monde de badminton 2001 à Séville.
Il est le beau-frère du joueur de badminton Hendra Setiawan.